# آلن فینلی
آلن فینلی (انگلیسی: Alan Finley; ۱۰ دسامبر ۱۹۶۷ ) بازیکن فوتبال اهل بریتانیا بود.
از باشگاه‌هایی که در آن بازی کرده‌است می‌توان به باشگاه فوتبال مارین اشاره کرد.